# Nyker
Nyker är en ort på Bornholm i Danmark.   Den ligger i Bornholms regionkommun och Region Hovedstaden. Nyker ligger 46 meter över havet och antalet invånare är 707. Närmaste större samhälle är Rønne, 5 km sydväst om Nyker. 